# Герасим (Шарашенидзе)
Митрополит Герасим (груз. მიტროპოლიტი გერასიმე, в миру Георгий Ревазович Шарашенидзе; груз. გიორგი რევაზის ძე შარაშენიძე; 20 мая 1958, Тбилиси, Грузинская ССР) — митрополит Зугдидский и Цаишский с 1998 года, управляющий Австрийской и Германской епархией (с 2017 года), член Священного синода Грузинской православной церкви, глава финансово-экономического совета Грузинской патриархии, председать отдела внешних церковных связей грузинского патриархата.

## Биография
Георгий Шарашенидзе родился 20 мая 1958 года в Тбилиси, получил высшее техническое образование.
В 1997 году по благословению католикоса-патриарха всея Грузии Илии II был направлен в Руис-Урбнисскую епархию, где 28 июня 1997 года архиепископом Иовом (Акиашвили) был пострижен в монашество с именем Герасим. 20 июля рукоположён в сан иеродиакона, а 10 августа — во иеромонаха и назначен настоятелем Цромского храма.
17 января 1998 года был направлен в Патардзеули, где епископ Гурджаанский Авраам (Гармелия) назначил его главой совета епархии. 29 марта 1998 года за верность церкви католикос-патриарх всея Грузии Илия II возвёл его в сан игумена с правом ношения золотого наперсного креста.
29 марта 1998 года игумен Герасим был хиротонисан в сан епископа, а 8 октября Священный синод Грузинской православной церкви назначил его епископом Цаишским и Зугдидским.
После восстановления автокефалии Грузинской церкви в 1917 году Цаишская епархия вошла в состав Чкондидской. 5 апреля 1995 года решением Священного синода Грузинской православной церкви была восстановлена ликвидированная в 1823 году Цаишская епископская кафедра. В 1998 году епархией управлял архиепископ Цхум-Абхазский Даниил (Датуашвили), однако в том же году управление епархией было передано митрополиту Герасиму.
9 июня 2002 года епископ Герасим стал председателем отдела внешних церковных отношений и позже главой финансово-экономического совета при Грузинской патриархии. С июля 2003 года является хорепископом католикоса-патриарха всея Грузии.
В июне 2007 года был возведен в сан митрополита.
3 июля 2011 года принял участие в торжествах по случаю 40-летия первосвятительской интронизации патриарха Болгарского Максима, прошедших в патриаршем кафедральном соборе во имя святого благоверного князя Александра Невского в Софии.
9 февраля 2017 года был назначен управляющим Австрийской и Германской епархией.
Летом 2018 года в Киеве участвовал в торжествах, приуроченных к 1030-летию крещения Руси, совместно с митрополитом Киевским и всея Украины Онуфрием.

## Награды
- Орден «За заслуги» I степени (Украина, 27 июля 2013 года) — за значительный личный вклад в развитие духовности, многолетнюю плодотворную церковную деятельность и по случаю празднования на Украине 1025-летия крещения Киевской Руси[6].
- Право ношения двух панагий

## Галерея

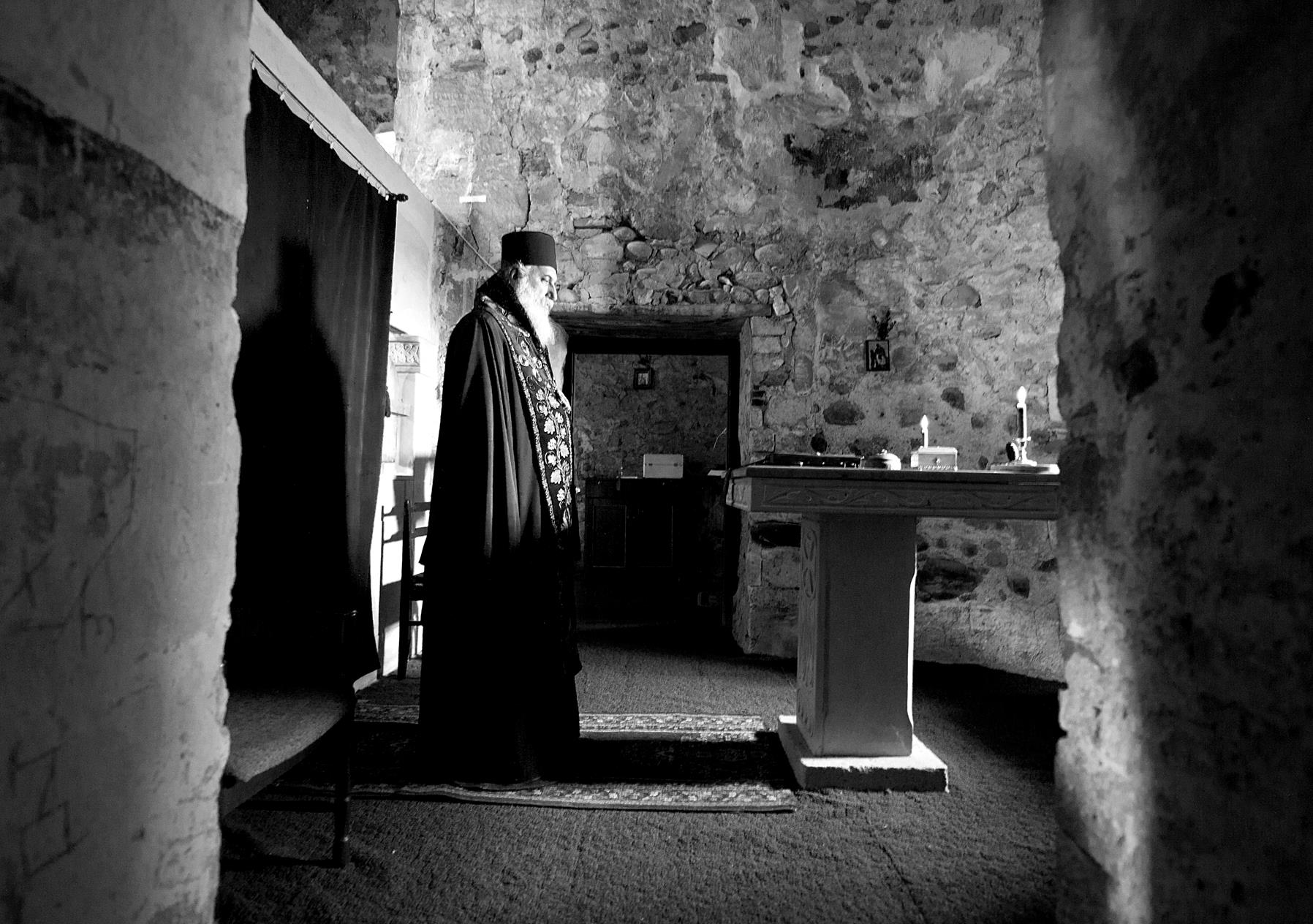
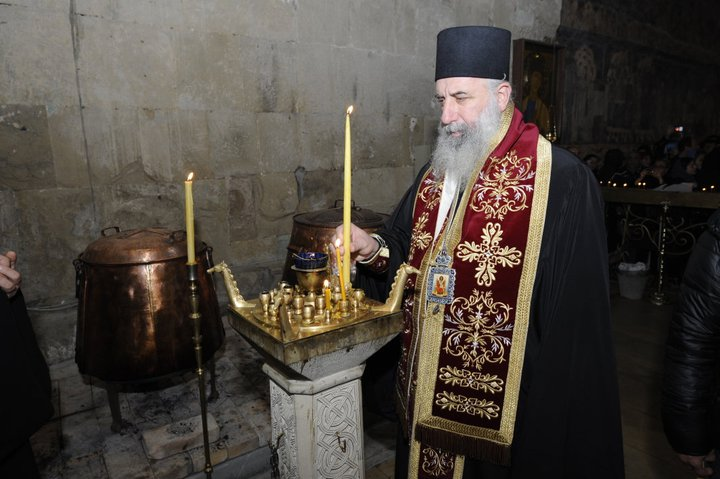
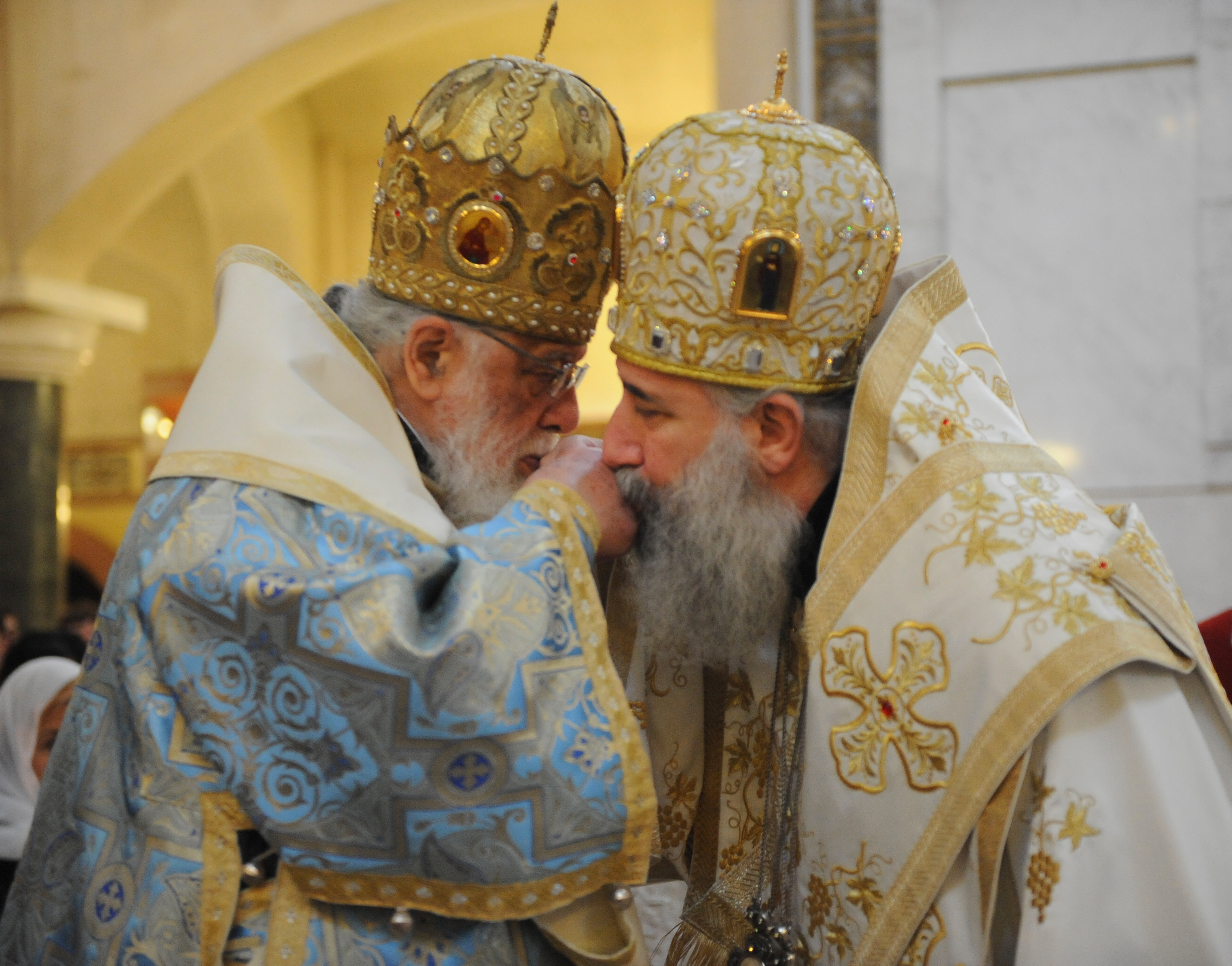
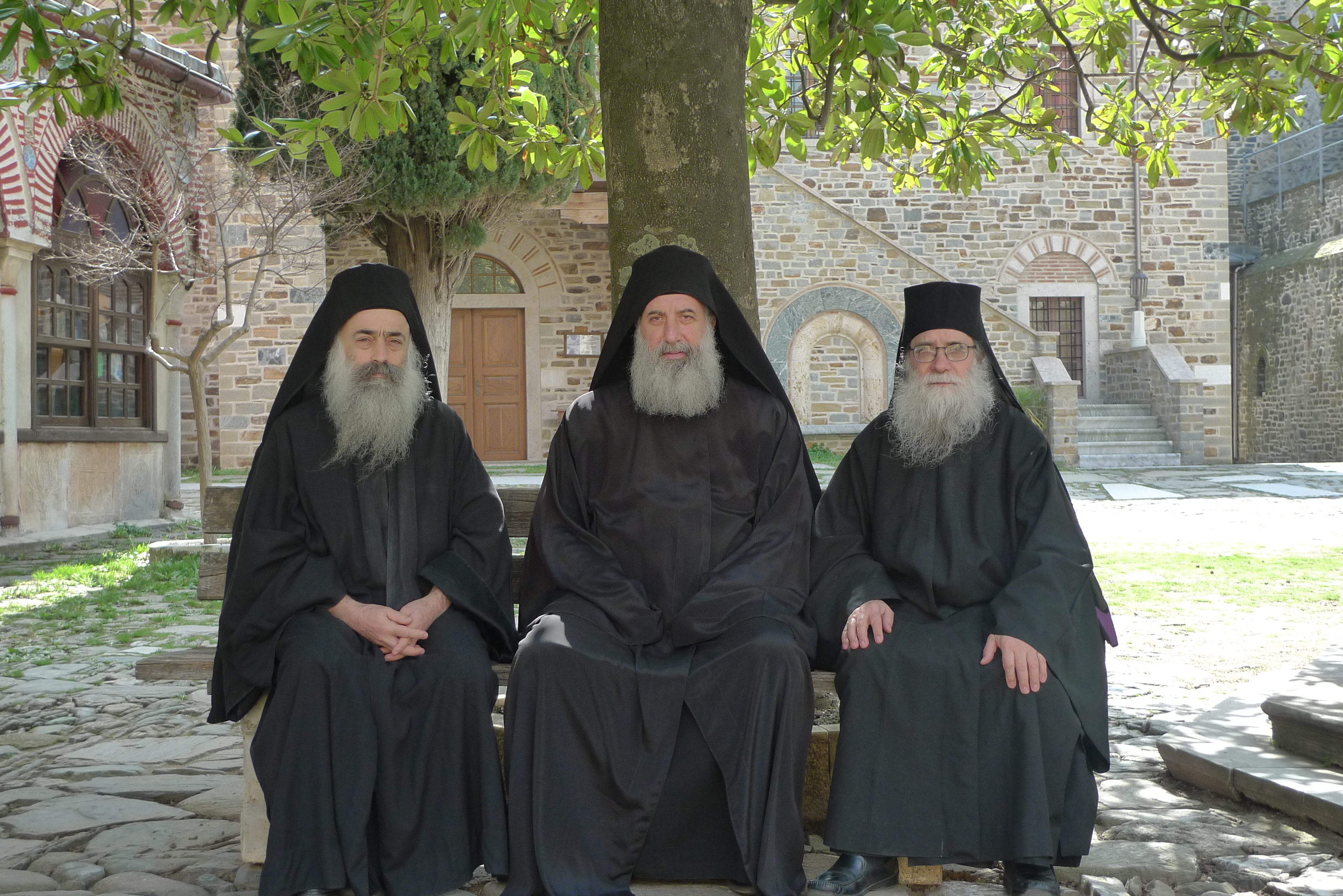
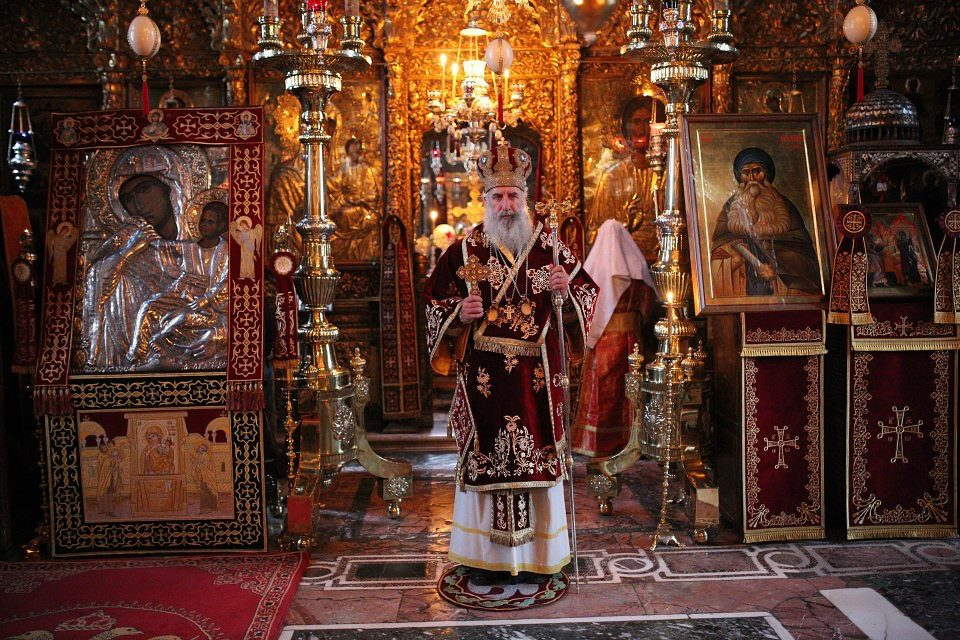
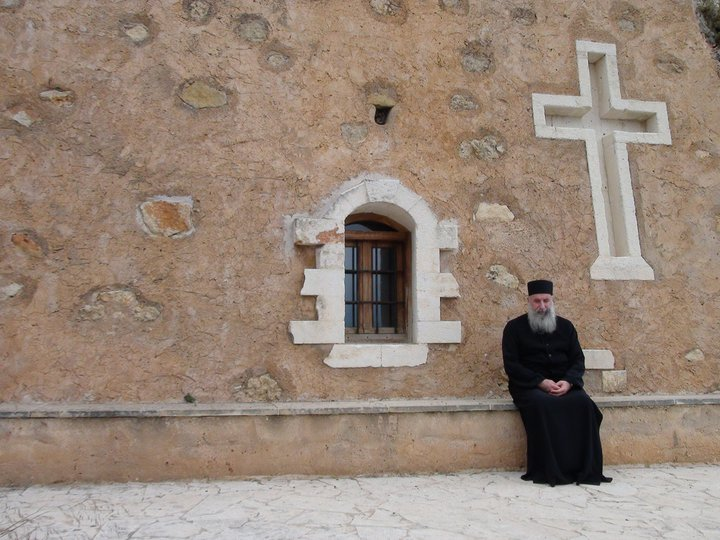